# Rosa Smester Marrero
Rosa Smester Marrero (30 août 1874 - 15 février 1945) est une enseignante et écrivaine de la Ordre des Prêcheurs. Elle devient célèbre pour ses écrits féministes et son opposition à l'occupation de la République dominicaine par les États-Unis. Sa carrière d'enseignante fait d'elle une figure importante dans sa ville natale de Santiago de los Caballeros, où elle fonde une école et l'hospice Saint-Vincent-de-Paul.

## Jeunesse
Rosa Smester naît à Santiago de los Caballeros, en République dominicaine, le 30 août 1874. Elle est la fille de Paul Emmanuel « Pablo » Smester et de Dolores Trinidad « Dada » Marrero. Son père est né à Pointe-à-Pitre en Guadeloupe et déménage d'Haïti à Santiago en 1870 pour travailler comme traducteur allemand, anglais et italien.
Rosa Smester est autodidacte et éduquée à la maison par sa mère. Elle se souvient que sa mère lui a appris les décimas (es) du poète Juan Antonio Alix et lui lisait son livre préféré, La Historia Sagrada.

## Carrière d'enseignante
En 1897, Rosa Smester commence à enseigner le français aux enfants à la maison, ce qui, selon elle, est la découverte de sa vocation,. En 1902, elle devient professeur de syntaxe, de littérature, d'histoire et de français au lycée de filles de Santiago,. Elle démissionne en 1908 et fonde une école à Santiago en 1913.
En 1913, elle s'installe à Monte Cristi. Son fils, Federico Máximo Smester, est né à Monte Cristi de son mariage avec Juan Grullón. En tant que professeur à l'École normale supérieure de Monte Cristi, elle prépare le premier groupe de professeurs normaliens. Elle dirige l'École supérieure des Dames de Monte Cristi.
Elle est membre de la société Amantes de la Luz, une bibliothèque dotée d'un riche fond d'archives.

## Écrits
Les écrits de Rosa Smester sont dispersés dans des magazines et des revues,. Elle n'a jamais réalisé son ambition d'écrire un livre, bien qu'elle ait publié une nouvelle intitulée Juan de Dios. Sa prose transmet une profonde religiosité et une conviction chrétienne.

### Opposition à l'occupation américaine
Avec la Junte patriotique de Damas dirigée par Floripez Mieses, Abigail Mejía (en), Luisa Ozema Pellerano et Ercilia Pepín (en), Rosa Smester est l'une des nombreuses femmes qui s'opposent publiquement à l'occupation de la République dominicaine par les États-Unis, qui a lieu entre 1916 et 1924,,. Elle exprime son opposition dans la presse nationale, en publiant dans des revues littéraires de Santiago. Elle refuse de parler anglais en guise de résistance civile. En mai 1920, Rosa Smester fait don d'un mois de salaire à une cause nationaliste, écrivant à Francisco Henríquez y Carvajal (en), président du Conseil nationaliste, que « chaque fois que cela sera nécessaire, je donnerai volontiers ».

### Féminisme
En 1926, Rosa Smester écrit à Petronila Angélica Gómez (en), fondatrice de Fémina, le premier journal féministe dominicain, que « votre magazine est le seul authentiquement féminin, authentiquement dominicain, et mérite donc la plus grande aide ». La même année, elle demande à publier dans le magazine, et enregistre ainsi ses deux premières contributions au journalisme féministe, publiant un autre article en 1929. Elle devient alors l'une des principales collaboratrices du magazine.
Des trois articles rédigés par Smester pour Fémina, deux concernnent la condition masculine. Elle contribue à une position féministe plus large selon laquelle les stratégies pacifistes disqualifient le bellicisme androcentrique, incluant ainsi les voix féminines dans les discours de guerre, de sorte que « honorer et glorifier les hommes éclairés est une forme d'amour patriotique ». Dans son article Así Es de 1929, Smester loue les qualités intellectuelles de Francisco Henríquez y Carvajal, qui en font un homme féministe « éclairé »,.
Dans son ouvrage Escrito Pro-Feminismo, Rosa Smester écrit que le féminisme s'avère « essentiellement constructif », tendant à « élargir la sphère d'action de la femme, à mettre en jeu l'activité de son esprit, à développer toutes ses capacités », tout cela sans nuire « au foyer et à la famille ».
Dans un discours prononcé lors d'une conférence devant la société culturelle Renovación de Puerto Plata, elle explique son point de vue selon lequel le féminisme « tente d'intensifier la féminité chez les femmes ». En militant pour que les femmes soient aussi cultivées que les hommes, le féminisme permet aux femmes d'« être les meilleures collaboratrices de l'homme pour atténuer les misères humaines et parvenir à la paix mondiale ».
Rosa Smester salue les femmes « comme la plus grande force spirituelle du monde ». En retraçant le rôle des femmes à travers la Bible, elle situe l'acte d'Ève offrant à Adam la connaissance du bien et du mal comme « le premier acte qui a lieu au paradis [qui] marque l'influence éternelle et indiscutable des femmes ». Elle affirme que les hommes « naîtraient comme un navet » sans les femmes et vivraient dans un monde sans plaisir ni souffrance. Enfin, les femmes « sont essentiellement et puissamment égales aux hommes », et bien que les hommes aient historiquement dominé la production culturelle de l'humanité, l'abnégation d'une femme et « sa capacité à aimer, à souffrir et à façonner l'homme dans son sein » amènent les femmes « au même niveau [que les hommes], sinon plus haut ».
Dans son Elogio a la Madre, elle écrit que même si une femme peut être insurpassable en tant qu'enseignante ou pharmacienne, sa « plus grande gloire et son triomphe le plus certain » est en tant que mère. Dans son discours à Puerto Plata, elle qualifie la maternité de « véritable mission, de prérogative suprême » de la femme et qualifie d'« inutile » la vie d'une femme dépourvue de travail maternel. Pour elle, soutenir le féminisme et l'émancipation « ne fait rien contre l'instinct mystérieux de la maternité ».
Elle a pitié des « femmes masculines », qualifiant le cas des garçons manqués d'« aberration naturelle [qui] mérite la compassion ». Elle prône des rôles de genre complémentaires.

### Enseignement
Dans Una Educacionista Notable, Rosa Smester salue le travail de Josefa Goméz, une enseignante « éclairée et dévouée » qui dirige l'école doctorale de Salcedo, à qui Smester attribue le mérite d'avoir augmenté le niveau d'éducation de la ville. Elle note la stature croissante de la profession d'enseignant et considère que le devoir principal d'un enseignant est d'inculquer une éducation morale à ses élèves.

## Dernières années et mort
Smester préside un chapitre de la Société caritative de Saint-Vincent de Paul. À sa demande, en 1923, la société La Caridad, qui a fondé le premier hôpital à Santiago en 1891, créé sous sa direction la « Branche Saint-Vincent-de-Paul », pour la fondation d'une maison de retraite à Santiago. Smester devient ainsi la première directrice de l'hospice Saint-Vincent-de-Paul de la ville. Durant cette période, elle vit dans une maison victorienne de la Calle del Sol, en face du Parque Duarte,.
De 1927 à 1937, Rosa Smester vit à Paris, accompagnant son fils au début de sa carrière de médecin à la Sorbonne. Elle donne des cours particuliers lors de son séjour à Paris, ainsi que des conférences à l'Université de Barcelone et s'adresse au Lyceum Club nouvellement fondé, un groupe de femmes qui fait appel à son aide en tant que figure culturelle et influence,.
Rosa Smester meurt le 15 février 1945,.

## Héritage
Au cours de sa vie, le journal El Regional de Monte Cristi demande à Rosa Smester d'être honorée comme la « Fille Illustre » de la ville « en tant qu'enseignante, mère et combattante ». Alors qu'elle est à Paris, un éditorial du journal de Santiago La Información, qui cite Smester comme une influence intellectuelle fondatrice, dit qu'elle a « l'une des capacités intellectuelles les plus remarquables » et qu'elle est « l'une des meilleures plumes littéraires de la République ».
Une rue de Saint-Domingue porte le nom de Smester. À Santiago, un lotissement est nommé en son honneur. À Monte Cristi, un établissement d'enseignement est nommé l'école Rosa Smester.
Smester est la formatrice de l'ancien président dominicain Joaquín Balaguer,. Balaguer rappelle dans ses mémoires la grande influence de Smester sur sa formation intellectuelle. Smester enseigne également à l'artiste dominicain Federico Izquierdo, un autre membre et plus tard président de la société Amantes de la Luz, qui est profondément peiné par sa mort.
Un poème de 1982 du poète dominicain Armando Oscar lui rend hommage : « [Elle] est allée à la conquête des valeurs éthiques [...] Sur son cœur, elle portait un crucifix [...] Elle était une femme, une croyante par-dessus tout \ Et Dieu l'a couronnée de la douleur d'un fils ! ».
Lors des célébrations de la Journée internationale des femmes de 2016, la Cour constitutionnelle de la République dominicaine nomme Smester parmi les soixante-trois « femmes dominicaines exceptionnelles dans les luttes pour la paix et la démocratie ».